# رزه‌وول
رزه‌وول (به لاتین: Rəzəvül) یک منطقه مسکونی در جمهوری آذربایجان است که در شهرستان لریک واقع شده است. رزه‌وول ۲۰۸ نفر جمعیت دارد.

## ریشه واژه
رَز در زبان تالشی به‌معنی درخت انگور است و رزه‌وول یعنی باغ انگور یا تاکستان.